# قطار ۱۵:۱۷ به مقصد پاریس
قطار ۱۵:۱۷ به مقصد پاریس (انگلیسی: The 15:17 to Paris) یک فیلم در ژانر زندگینامه‌ای و درام به کارگردانی کلینت ایستوود است که بر اساس داستان واقعی دربارهٔ حمله به قطار تالیس ۲۰۱۵ ساخته شده است.
از آوریل سال ۲۰۱۷ اعلام شد که کلینت ایستوود قصد ساخت فیلمی با موضوع حمله به قطار تالیس ۲۰۱۵ و با اقتباس از کتاب قطار ۱۵:۱۷ به مقصد پاریس: داستان واقعی از یک تروریست، یک قطار و سه قهرمان آمریکایی را دارد. او برای نقش‌های اسپنسر، آنتونی و الک بازیگرانی همچون کایل گالنر، جرمی هریس و الکساندر لدویگ را در نظر داشت اما سپس تصمیم گرفت که خود آن‌ها را برای بازی در فیلم انتخاب کند. 
این فیلم از سوی شرکت برادران وارنر در ۹ فوریه ۲۰۱۸ منتشر شد. اگرچه فیلم‌نامه مورد انتقاد منتقدان قرار گرفت اما اجرای تیم بازیگری و سکانس قطار مرکزی ستایش شد. 

## داستان
این فیلم که بر اساس رویداد واقعی حمله به قطار تالیس ۲۰۱۵ است، داستان سه آمریکایی را دنبال می‌کند که متوجه می‌شوند یک تروریست به قطاری در فرانسه حمله کند.

## بازیگران
- اسپنسر استون در نقش خودش[۵]
- آنتونی سدلر در نقش خودش[۵]
- الک اسکارلاتوس در نقش خودش[۵]
- جودی گریر[۶] در نقش جویس، مادر اسپنسر
- جینا فیشر در نقش هایدی، مادر الک
- تونی هیل در نقش مربی موری
- توماس لنون در نقش رئیس اصلی مایکل
- پی. جی. برن آقای هنری
- جلیل ویت در نقش گرت والدن